# Lawrence Gray
Lawrence Gray (San Francisco, 28 luglio 1898 – Città del Messico, 2 febbraio 1970) è stato un attore e cantante statunitense che lavorò nel cinema tra gli anni venti e trenta.

## Biografia
Dopo aver servito nella Marina durante la prima guerra mondiale, Lawrence Gray iniziò a lavorare nel settore tecnico dell'industria cinematografica presso i Lasky Studios, facendo anche la comparsa. Il lavoro gli piacque e decise di diventare attore. Tra il 1925 e il 1936, apparve in oltre quaranta film. Ebbe come partner delle star, come Gloria Swanson e Marion Davies, ma girò anche molte pellicole di serie B.
Fu pure cantante e contribuì alla colonna sonora di alcuni film musicali, come Amore bendato e Ragazze e giovanotti del 1890, dove fu diretto da Harry Beaumont.
Morì a 71 anni, il 2 febbraio 1970, a Città del Messico.

## Filmografia parziale
- La regina della moda (The Dressmaker from Paris), regia di Paul Bern (1925)
- Follie (The Coast of Folly), regia di Allan Dwan (1925)
- Capricci di donna (The Untamed Lady), regia di Frank Tuttle (1926)
- The Palm Beach Girl, regia di Erle C. Kenton (1926)
- Sigari e sigarette, signori (After Midnight), regia di Monta Bell (1927)
- The Telephone Girl, regia di Herbert Brenon (1927)
- Convoy, regia di Joseph C. Boyle e (non accreditato) Lothar Mendes (1927)
- Love Hungry, regia di Victor Heerman (1928)
- Fascino biondo (The Patsy), regia di King Vidor (1928)
- Oh, Kay!, regia di Mervyn LeRoy (1928)
- L'affare Manderson (Trent's Last Case), regia di Howard Hawks (1929)
- Sin Sister, regia di Charles Klein (1929)
- Amore bendato (Children of Pleasure), regia di Harry Beaumont (1930)
- Ragazze e giovanotti del 1890 (The Florodora Girl), regia di Harry Beaumont (1930)
- Man of the World, regia di Richard Wallace e Edward Goodman (1931)
- In Paris, A.W.O.L., regia di Roland D. Reed (1936)